# Оборанж
Оборанж (фр. Auboranges) — громада  в Швейцарії в кантоні Фрібур, округ Глан.

## Географія
Громада розташована на відстані близько 65 км на південний захід від Берна, 36 км на південний захід від Фрібура.
Оборанж має площу 1,9 км², з яких на 8,3% дозволяється будівництво (житлове та будівництво доріг), 80,8% використовуються в сільськогосподарських цілях, 10,9% зайнято лісами, 0% не є продуктивними (річки, льодовики або гори).

## Демографія
2019 року в громаді мешкало 282 особи (+6,4% порівняно з 2010 роком), іноземців було 8,9%. Густота населення становила 146 осіб/км².
За віковим діапазоном населення розподілялося таким чином: 24,1% — особи молодші 20 років, 62,4% — особи у віці 20—64 років, 13,5% — особи у віці 65 років та старші. Було 107 помешкань (у середньому 2,6 особи в помешканні).
Із загальної кількості 58 працюючих 17 було зайнятих в первинному секторі, 19 — в обробній промисловості, 22 — в галузі послуг.